# Torneo di Wimbledon 2011 - Qualificazioni singolare maschile
Le qualificazioni del singolare maschile del Torneo di Wimbledon 2011 sono state un torneo di tennis preliminare per accedere alla fase finale della manifestazione. I vincitori dell'ultimo turno sono entrati di diritto nel tabellone principale. In caso di ritiro di uno o più giocatori aventi diritto a questi sono subentrati i lucky loser, ossia i giocatori che hanno perso nell'ultimo turno ma che avevano una classifica più alta rispetto agli altri partecipanti che avevano comunque perso nel turno finale.

## Teste di serie
1. Lukáš Rosol (primo turno)
2. Łukasz Kubot (qualificato)
3. Rui Machado (primo turno)
4. Thomas Schoorel (secondo turno)
5. Tatsuma Itō (primo turno)
6. Steve Darcis (secondo turno, ritiro)
7. Dustin Brown (primo turno)
8. Marsel İlhan (primo turno)
9. Flavio Cipolla (qualificato)
10. Stéphane Robert (primo turno)
11. Paolo Lorenzi (primo turno)
12. Marc Gicquel (ultimo turno, Lucky Loser)
13. Simone Bolelli (ultimo turno, Lucky Loser)
14. Ryan Harrison (ultimo turno, Lucky Loser)
15. Ivo Minář (secondo turno)
16. Gō Soeda (ultimo turno, Lucky Loser)

1. Karol Beck (qualificato)
2. Izak van der Merwe (primo turno)
3. Daniel Brands (primo turno)
4. Lukáš Lacko (qualificato)
5. Rogério Dutra da Silva (secondo turno)
6. Stéphane Bohli (primo turno)
7. Simon Greul (primo turno)
8. Bobby Reynolds (primo turno)
9. Andreas Beck (qualificato)
10. Martin Kližan (primo turno, ritiro)
11. Martin Fischer (qualificato)
12. Aleksandr Kudrjavcev (secondo turno)
13. Édouard Roger-Vasselin (qualificato)
14. Marinko Matosevic (qualificato)
15. Alessio Di Mauro (primo turno)
16. Rik De Voest (qualificato)

## Qualificati
1. Igor Sijsling
2. Łukasz Kubot
3. Bernard Tomić
4. Marinko Matosevic
5. Andreas Beck
6. Karol Beck
7. Rik De Voest
8. Martin Fischer

1. Flavio Cipolla
2. Frank Dancevic
3. Conor Niland
4. Édouard Roger-Vasselin
5. Kenny de Schepper
6. Cedrik-Marcel Stebe
7. Ruben Bemelmans
8. Lukáš Lacko

## Lucky Losers
1. Marc Gicquel
2. Simone Bolelli
3. Ryan Harrison

1. Gō Soeda
2. Grega Žemlja

## Tabellone qualificazioni

### Legenda
| - Q = Qualificato - WC = Wild card - LL = Lucky loser | - ALT = Alternate - SE = Special Exempt - PR = Protected Ranking | - w/o = Walkover - r = Ritirato - d = Squalificato |

### Sezione 1
|  | Primo turno       | Primo turno       | Primo turno       | Primo turno       | Primo turno       | Primo turno | Primo turno |  |  | Secondo turno     | Secondo turno     | Secondo turno     | Secondo turno     | Secondo turno | Secondo turno | Secondo turno |   |   | Terzo turno  | Terzo turno  | Terzo turno  | Terzo turno | Terzo turno | Terzo turno | Terzo turno |  |
|  |                   |                   |                   |                   |                   |             |             |  |  |                   |                   |                   |                   |               |               |               |   |   |              |              |              |             |             |             |             |  |
|  | 1                 | Lukáš Rosol       | Lukáš Rosol       | Lukáš Rosol       | 6                 | 3           | 3           |  |  |                   |                   |                   |                   |               |               |               |   |   |              |              |              |             |             |             |             |  |
|  |                   | David Goffin      | David Goffin      | David Goffin      | 3                 | 6           | 6           |  |  | David Goffin      | David Goffin      | David Goffin      | David Goffin      | 3             | 6             | 7             |   |   |              |              |              |             |             |             |             |  |
|  | Facundo Bagnis    | Facundo Bagnis    | Facundo Bagnis    | Facundo Bagnis    | Facundo Bagnis    | 2           | 63          |  |  | Uladzimir Ihnacik | Uladzimir Ihnacik | Uladzimir Ihnacik | Uladzimir Ihnacik | 6             | 1             | 5             |   |   |              |              |              |             |             |             |             |  |
|  | Uladzimir Ihnacik | Uladzimir Ihnacik | Uladzimir Ihnacik | Uladzimir Ihnacik | Uladzimir Ihnacik | 6           | 7           |  |  |                   |                   |                   |                   |               |               |               |   |   | David Goffin | David Goffin | David Goffin | 67          | 3           | 6           | 5           |  |
|  | Fernando Romboli  | Fernando Romboli  | Fernando Romboli  | Fernando Romboli  | 6                 | 1           | 4           |  |  |                   |                   | Igor Sijsling     | Igor Sijsling     | Igor Sijsling | 79            | 6             | 4 | 7 |              |              |              |             |             |             |             |  |
|  | Iván Navarro      | Iván Navarro      | Iván Navarro      | Iván Navarro      | 3                 | 6           | 6           |  |  | Iván Navarro      | Iván Navarro      | Iván Navarro      | Iván Navarro      | 711           | 1             | 5             |   |   |              |              |              |             |             |             |             |  |
|  |                   | Igor Sijsling     | Igor Sijsling     | Igor Sijsling     | Igor Sijsling     | 6           | 2           |  |  | Igor Sijsling     | Igor Sijsling     | Igor Sijsling     | Igor Sijsling     | 69            | 6             | 7             |   |   |              |              |              |             |             |             |             |  |
|  | 26                | Martin Kližan     | Martin Kližan     | Martin Kližan     | Martin Kližan     | 1           | 0r          |  |  |                   |                   |                   |                   |               |               |               |   |   |              |              |              |             |             |             |             |  |

### Sezione 2
|  | Primo turno          | Primo turno            | Primo turno            | Primo turno            | Primo turno     | Primo turno | Primo turno |  |  | Secondo turno          | Secondo turno          | Secondo turno          | Secondo turno          | Secondo turno   | Secondo turno | Secondo turno |   |   | Terzo turno  | Terzo turno  | Terzo turno  | Terzo turno | Terzo turno | Terzo turno | Terzo turno |  |
|  |                      |                        |                        |                        |                 |             |             |  |  |                        |                        |                        |                        |                 |               |               |   |   |              |              |              |             |             |             |             |  |
|  | 2                    | Łukasz Kubot           | Łukasz Kubot           | Łukasz Kubot           | Łukasz Kubot    | 6           | 6           |  |  |                        |                        |                        |                        |                 |               |               |   |   |              |              |              |             |             |             |             |  |
|  |                      | Nikola Ćirić           | Nikola Ćirić           | Nikola Ćirić           | Nikola Ćirić    | 2           | 3           |  |  | Łukasz Kubot           | Łukasz Kubot           | Łukasz Kubot           | Łukasz Kubot           | 6               | 4             | 6             |   |   |              |              |              |             |             |             |             |  |
|  | Juan Sebastián Cabal | Juan Sebastián Cabal   | Juan Sebastián Cabal   | Juan Sebastián Cabal   | 65              | 6           | 4           |  |  | Kristijan Mesaroš      | Kristijan Mesaroš      | Kristijan Mesaroš      | Kristijan Mesaroš      | 2               | 6             | 4             |   |   |              |              |              |             |             |             |             |  |
|  | Kristijan Mesaroš    | Kristijan Mesaroš      | Kristijan Mesaroš      | Kristijan Mesaroš      | 7               | 1           | 6           |  |  |                        |                        |                        |                        |                 |               |               |   |   | Łukasz Kubot | Łukasz Kubot | Łukasz Kubot | 6           | 79          | 64          | 6           |  |
|  | Rajeev Ram           | Rajeev Ram             | Rajeev Ram             | Rajeev Ram             | Rajeev Ram      | 64          | 4           |  |  |                        |                        | Agostoin Gensse        | Agostoin Gensse        | Agostoin Gensse | 3             | 67            | 7 | 1 |              |              |              |             |             |             |             |  |
|  | Agostoin Gensse      | Agostoin Gensse        | Agostoin Gensse        | Agostoin Gensse        | Agostoin Gensse | 7           | 6           |  |  | Agostoin Gensse        | Agostoin Gensse        | Agostoin Gensse        | Agostoin Gensse        | 7               | 3             | 6             |   |   |              |              |              |             |             |             |             |  |
|  |                      | Charles-Antoine Brézac | Charles-Antoine Brézac | Charles-Antoine Brézac | 3               | 7           | 6           |  |  | Charles-Antoine Brézac | Charles-Antoine Brézac | Charles-Antoine Brézac | Charles-Antoine Brézac | 62              | 6             | 3             |   |   |              |              |              |             |             |             |             |  |
|  | 24                   | Bobby Reynolds         | Bobby Reynolds         | Bobby Reynolds         | 6               | 5           | 3           |  |  |                        |                        |                        |                        |                 |               |               |   |   |              |              |              |             |             |             |             |  |

### Sezione 3
|  | Primo turno         | Primo turno            | Primo turno            | Primo turno            | Primo turno            | Primo turno            | Primo turno |  |  | Secondo turno          | Secondo turno          | Secondo turno          | Secondo turno          | Secondo turno     | Secondo turno     | Secondo turno |   |   | Terzo turno   | Terzo turno   | Terzo turno   | Terzo turno   | Terzo turno | Terzo turno | Terzo turno |  |
|  |                     |                        |                        |                        |                        |                        |             |  |  |                        |                        |                        |                        |                   |                   |               |   |   |               |               |               |               |             |             |             |  |
|  | 3                   | Rui Machado            | Rui Machado            | Rui Machado            | 6                      | 4                      | 2           |  |  |                        |                        |                        |                        |                   |                   |               |   |   |               |               |               |               |             |             |             |  |
|  |                     | Robert Farah           | Robert Farah           | Robert Farah           | 4                      | 6                      | 6           |  |  | Robert Farah           | Robert Farah           | Robert Farah           | Robert Farah           | Robert Farah      | 1                 | 4             |   |   |               |               |               |               |             |             |             |  |
|  | Bernard Tomić       | Bernard Tomić          | Bernard Tomić          | Bernard Tomić          | 6                      | 5                      | 6           |  |  | Bernard Tomić          | Bernard Tomić          | Bernard Tomić          | Bernard Tomić          | Bernard Tomić     | 6                 | 6             |   |   |               |               |               |               |             |             |             |  |
|  | Sebastian Rieschick | Sebastian Rieschick    | Sebastian Rieschick    | Sebastian Rieschick    | 4                      | 7                      | 4           |  |  |                        |                        |                        |                        |                   |                   |               |   |   | Bernard Tomić | Bernard Tomić | Bernard Tomić | Bernard Tomić | 6           | 6           | 6           |  |
|  | PR                  | Jean-René Lisnard      | Jean-René Lisnard      | Jean-René Lisnard      | Jean-René Lisnard      | Jean-René Lisnard      | 4           |  |  |                        |                        | Jean-René Lisnard      | Jean-René Lisnard      | Jean-René Lisnard | Jean-René Lisnard | 1             | 4 | 1 |               |               |               |               |             |             |             |  |
|  |                     | Víctor Estrella Burgos | Víctor Estrella Burgos | Víctor Estrella Burgos | Víctor Estrella Burgos | Víctor Estrella Burgos | 0r          |  |  | Jean-René Lisnard      | Jean-René Lisnard      | Jean-René Lisnard      | Jean-René Lisnard      | 6                 | 4                 | 6             |   |   |               |               |               |               |             |             |             |  |
|  |                     | Franko Škugor          | Franko Škugor          | Franko Škugor          | Franko Škugor          | Franko Škugor          | 0r          |  |  | Rogério Dutra da Silva | Rogério Dutra da Silva | Rogério Dutra da Silva | Rogério Dutra da Silva | 4                 | 6                 | 4             |   |   |               |               |               |               |             |             |             |  |
|  | 21                  | Rogério Dutra da Silva | Rogério Dutra da Silva | Rogério Dutra da Silva | Rogério Dutra da Silva | Rogério Dutra da Silva | 2           |  |  |                        |                        |                        |                        |                   |                   |               |   |   |               |               |               |               |             |             |             |  |

### Sezione 4
|  | Primo turno     | Primo turno       | Primo turno       | Primo turno       | Primo turno       | Primo turno | Primo turno |  |  | Secondo turno     | Secondo turno     | Secondo turno     | Secondo turno     | Secondo turno     | Secondo turno | Secondo turno |   |   | Terzo turno    | Terzo turno    | Terzo turno | Terzo turno | Terzo turno | Terzo turno | Terzo turno |  |
|  |                 |                   |                   |                   |                   |             |             |  |  |                   |                   |                   |                   |                   |               |               |   |   |                |                |             |             |             |             |             |  |
|  | 4               | Thomas Schoorel   | Thomas Schoorel   | Thomas Schoorel   | 3                 | 7           | 6           |  |  |                   |                   |                   |                   |                   |               |               |   |   |                |                |             |             |             |             |             |  |
|  |                 | Peter Polansky    | Peter Polansky    | Peter Polansky    | 6                 | 65          | 4           |  |  | Thomas Schoorel   | Thomas Schoorel   | Thomas Schoorel   | Thomas Schoorel   | Thomas Schoorel   | 65            | 2             |   |   |                |                |             |             |             |             |             |  |
|  | Marek Semjan    | Marek Semjan      | Marek Semjan      | Marek Semjan      | Marek Semjan      | 62          | 65          |  |  | Chris Guccione    | Chris Guccione    | Chris Guccione    | Chris Guccione    | Chris Guccione    | 7             | 6             |   |   |                |                |             |             |             |             |             |  |
|  | Chris Guccione  | Chris Guccione    | Chris Guccione    | Chris Guccione    | Chris Guccione    | 7           | 7           |  |  |                   |                   |                   |                   |                   |               |               |   |   | Chris Guccione | Chris Guccione | 69          | 7           | 63          | 6           | 1           |  |
|  | Ivo Klec        | Ivo Klec          | Ivo Klec          | Ivo Klec          | Ivo Klec          | 3           | 0           |  |  |                   |                   | Marinko Matosevic | Marinko Matosevic | 711               | 63            | 7             | 4 | 6 |                |                |             |             |             |             |             |  |
|  | Guillaume Rufin | Guillaume Rufin   | Guillaume Rufin   | Guillaume Rufin   | Guillaume Rufin   | 6           | 6           |  |  | Guillaume Rufin   | Guillaume Rufin   | Guillaume Rufin   | Guillaume Rufin   | Guillaume Rufin   | 4             | 4             |   |   |                |                |             |             |             |             |             |  |
|  |                 | Alexander Flock   | Alexander Flock   | Alexander Flock   | Alexander Flock   | 2           | 4           |  |  | Marinko Matosevic | Marinko Matosevic | Marinko Matosevic | Marinko Matosevic | Marinko Matosevic | 6             | 6             |   |   |                |                |             |             |             |             |             |  |
|  | 30              | Marinko Matosevic | Marinko Matosevic | Marinko Matosevic | Marinko Matosevic | 6           | 6           |  |  |                   |                   |                   |                   |                   |               |               |   |   |                |                |             |             |             |             |             |  |

### Sezione 5
|  | Primo turno       | Primo turno       | Primo turno       | Primo turno       | Primo turno       | Primo turno | Primo turno |  |  | Secondo turno   | Secondo turno   | Secondo turno   | Secondo turno   | Secondo turno | Secondo turno | Secondo turno |   |   | Terzo turno | Terzo turno | Terzo turno | Terzo turno | Terzo turno | Terzo turno | Terzo turno |  |
|  |                   |                   |                   |                   |                   |             |             |  |  |                 |                 |                 |                 |               |               |               |   |   |             |             |             |             |             |             |             |  |
|  | 5                 | Tatsuma Itō       | Tatsuma Itō       | Tatsuma Itō       | 6                 | 4           | 4           |  |  |                 |                 |                 |                 |               |               |               |   |   |             |             |             |             |             |             |             |  |
|  |                   | Ricardo Hocevar   | Ricardo Hocevar   | Ricardo Hocevar   | 2                 | 6           | 6           |  |  | Ricardo Hocevar | Ricardo Hocevar | Ricardo Hocevar | Ricardo Hocevar | 4             | 7             | 5             |   |   |             |             |             |             |             |             |             |  |
|  | Jürgen Zopp       | Jürgen Zopp       | Jürgen Zopp       | Jürgen Zopp       | Jürgen Zopp       | 6           | 2           |  |  | Jürgen Zopp     | Jürgen Zopp     | Jürgen Zopp     | Jürgen Zopp     | 6             | 64            | 7             |   |   |             |             |             |             |             |             |             |  |
|  | Giovanni Lapentti | Giovanni Lapentti | Giovanni Lapentti | Giovanni Lapentti | Giovanni Lapentti | 1           | 0r          |  |  |                 |                 |                 |                 |               |               |               |   |   | Jürgen Zopp | Jürgen Zopp | 6           | 4           | 6           | 3           | 3           |  |
|  | WC                | George Morgan     | George Morgan     | George Morgan     | George Morgan     | 3           | 4           |  |  |                 |                 | Andreas Beck    | Andreas Beck    | 2             | 6             | 4             | 6 | 6 |             |             |             |             |             |             |             |  |
|  | WC                | Jamie Baker       | Jamie Baker       | Jamie Baker       | Jamie Baker       | 6           | 6           |  |  | Jamie Baker     | Jamie Baker     | Jamie Baker     | Jamie Baker     | Jamie Baker   | 3             | 65            |   |   |             |             |             |             |             |             |             |  |
|  |                   | Serhij Bubka      | Serhij Bubka      | Serhij Bubka      | Serhij Bubka      | 63          | 3           |  |  | Andreas Beck    | Andreas Beck    | Andreas Beck    | Andreas Beck    | Andreas Beck  | 6             | 7             |   |   |             |             |             |             |             |             |             |  |
|  | 25                | Andreas Beck      | Andreas Beck      | Andreas Beck      | Andreas Beck      | 7           | 6           |  |  |                 |                 |                 |                 |               |               |               |   |   |             |             |             |             |             |             |             |  |

### Sezione 6
|  | Primo turno       | Primo turno       | Primo turno       | Primo turno       | Primo turno       | Primo turno | Primo turno |  |  | Secondo turno     | Secondo turno     | Secondo turno     | Secondo turno     | Secondo turno     | Secondo turno | Secondo turno |   |   | Terzo turno       | Terzo turno       | Terzo turno       | Terzo turno | Terzo turno | Terzo turno | Terzo turno |  |
|  |                   |                   |                   |                   |                   |             |             |  |  |                   |                   |                   |                   |                   |               |               |   |   |                   |                   |                   |             |             |             |             |  |
|  | 6                 | Steve Darcis      | Steve Darcis      | Steve Darcis      | 64                | 6           | 13          |  |  |                   |                   |                   |                   |                   |               |               |   |   |                   |                   |                   |             |             |             |             |  |
|  |                   | Ilija Bozoljac    | Ilija Bozoljac    | Ilija Bozoljac    | 7                 | 4           | 11          |  |  | Steve Darcis      | Steve Darcis      | Steve Darcis      | Steve Darcis      | Steve Darcis      | 3             | 0r            |   |   |                   |                   |                   |             |             |             |             |  |
|  | Andrej Martin     | Andrej Martin     | Andrej Martin     | Andrej Martin     | Andrej Martin     | 2           | 1           |  |  | Marco Chiudinelli | Marco Chiudinelli | Marco Chiudinelli | Marco Chiudinelli | Marco Chiudinelli | 6             | 3             |   |   |                   |                   |                   |             |             |             |             |  |
|  | Marco Chiudinelli | Marco Chiudinelli | Marco Chiudinelli | Marco Chiudinelli | Marco Chiudinelli | 6           | 6           |  |  |                   |                   |                   |                   |                   |               |               |   |   | Marco Chiudinelli | Marco Chiudinelli | Marco Chiudinelli | 5           | 6           | 4           | 3           |  |
|  | Peter Luczak      | Peter Luczak      | Peter Luczak      | Peter Luczak      | Peter Luczak      | 68          | 3           |  |  |                   |                   | Karol Beck        | Karol Beck        | Karol Beck        | 7             | 3             | 6 | 6 |                   |                   |                   |             |             |             |             |  |
|  | Frederik Nielsen  | Frederik Nielsen  | Frederik Nielsen  | Frederik Nielsen  | Frederik Nielsen  | 710         | 6           |  |  | Frederik Nielsen  | Frederik Nielsen  | Frederik Nielsen  | Frederik Nielsen  | Frederik Nielsen  | 6(0)          | 2             |   |   |                   |                   |                   |             |             |             |             |  |
|  | WC                | Daniel Smethurst  | Daniel Smethurst  | Daniel Smethurst  | Daniel Smethurst  | 2           | 3           |  |  | Karol Beck        | Karol Beck        | Karol Beck        | Karol Beck        | Karol Beck        | 7             | 6             |   |   |                   |                   |                   |             |             |             |             |  |
|  | 17                | Karol Beck        | Karol Beck        | Karol Beck        | Karol Beck        | 6           | 6           |  |  |                   |                   |                   |                   |                   |               |               |   |   |                   |                   |                   |             |             |             |             |  |

### Sezione 7
|  | Primo turno   | Primo turno       | Primo turno       | Primo turno       | Primo turno       | Primo turno | Primo turno |  |  | Secondo turno | Secondo turno | Secondo turno | Secondo turno | Secondo turno | Secondo turno | Secondo turno |   |   | Terzo turno  | Terzo turno  | Terzo turno  | Terzo turno | Terzo turno | Terzo turno | Terzo turno |  |
|  |               |                   |                   |                   |                   |             |             |  |  |               |               |               |               |               |               |               |   |   |              |              |              |             |             |             |             |  |
|  | 7             | Dustin Brown      | Dustin Brown      | Dustin Brown      | 4                 | 6           | 6           |  |  |               |               |               |               |               |               |               |   |   |              |              |              |             |             |             |             |  |
|  |               | Grega Žemlja      | Grega Žemlja      | Grega Žemlja      | 6                 | 3           | 8           |  |  | Grega Žemlja  | Grega Žemlja  | Grega Žemlja  | Grega Žemlja  | Grega Žemlja  | 6             | 6             |   |   |              |              |              |             |             |             |             |  |
|  | Victor Crivoi | Victor Crivoi     | Victor Crivoi     | Victor Crivoi     | Victor Crivoi     | 3           | 63          |  |  | Júlio Silva   | Júlio Silva   | Júlio Silva   | Júlio Silva   | Júlio Silva   | 4             | 4             |   |   |              |              |              |             |             |             |             |  |
|  | Júlio Silva   | Júlio Silva       | Júlio Silva       | Júlio Silva       | Júlio Silva       | 6           | 7           |  |  |               |               |               |               |               |               |               |   |   | Grega Žemlja | Grega Žemlja | Grega Žemlja | 2           | 7           | 2           | 4           |  |
|  | Adrian Ungur  | Adrian Ungur      | Adrian Ungur      | Adrian Ungur      | Adrian Ungur      | 65          | 4           |  |  |               |               | Rik De Voest  | Rik De Voest  | Rik De Voest  | 6             | 65            | 6 | 6 |              |              |              |             |             |             |             |  |
|  | Amer Delić    | Amer Delić        | Amer Delić        | Amer Delić        | Amer Delić        | 7           | 6           |  |  | Amer Delić    | Amer Delić    | Amer Delić    | Amer Delić    | Amer Delić    | 4             | 64            |   |   |              |              |              |             |             |             |             |  |
|  |               | Federico Delbonis | Federico Delbonis | Federico Delbonis | Federico Delbonis | 3           | 4           |  |  | Rik De Voest  | Rik De Voest  | Rik De Voest  | Rik De Voest  | Rik De Voest  | 6             | 7             |   |   |              |              |              |             |             |             |             |  |
|  | 32            | Rik De Voest      | Rik De Voest      | Rik De Voest      | Rik De Voest      | 6           | 6           |  |  |               |               |               |               |               |               |               |   |   |              |              |              |             |             |             |             |  |

### Sezione 8
|  | Primo turno    | Primo turno    | Primo turno    | Primo turno    | Primo turno    | Primo turno | Primo turno |  |  | Secondo turno  | Secondo turno  | Secondo turno  | Secondo turno  | Secondo turno  | Secondo turno | Secondo turno |   |   | Terzo turno    | Terzo turno    | Terzo turno | Terzo turno | Terzo turno | Terzo turno | Terzo turno |  |
|  |                |                |                |                |                |             |             |  |  |                |                |                |                |                |               |               |   |   |                |                |             |             |             |             |             |  |
|  | 8              | Marsel İlhan   | Marsel İlhan   | Marsel İlhan   | 4              | 7           | 13          |  |  |                |                |                |                |                |               |               |   |   |                |                |             |             |             |             |             |  |
|  |                | Jerzy Janowicz | Jerzy Janowicz | Jerzy Janowicz | 6              | 64          | 15          |  |  | Jerzy Janowicz | Jerzy Janowicz | Jerzy Janowicz | Jerzy Janowicz | Jerzy Janowicz | 7             | 6             |   |   |                |                |             |             |             |             |             |  |
|  | WC             | Oliver Golding | Oliver Golding | Oliver Golding | Oliver Golding | 6           | 6           |  |  | Oliver Golding | Oliver Golding | Oliver Golding | Oliver Golding | Oliver Golding | 63            | 1             |   |   |                |                |             |             |             |             |             |  |
|  | WC             | Joshua Milton  | Joshua Milton  | Joshua Milton  | Joshua Milton  | 3           | 2           |  |  |                |                |                |                |                |               |               |   |   | Jerzy Janowicz | Jerzy Janowicz | 4           | 7           | 6           | 3           | 6           |  |
|  | Gianluca Naso  | Gianluca Naso  | Gianluca Naso  | Gianluca Naso  | 6              | 1           | 2           |  |  |                |                | Martin Fische  | Martin Fische  | 6              | 65            | 4             | 6 | 8 |                |                |             |             |             |             |             |  |
|  | Alex Kuznetsov | Alex Kuznetsov | Alex Kuznetsov | Alex Kuznetsov | 4              | 6           | 6           |  |  | Alex Kuznetsov | Alex Kuznetsov | Alex Kuznetsov | Alex Kuznetsov | Alex Kuznetsov | 4             | 2             |   |   |                |                |             |             |             |             |             |  |
|  |                | Pavol Červenák | Pavol Červenák | Pavol Červenák | Pavol Červenák | 4           | 2           |  |  | Martin Fischer | Martin Fischer | Martin Fischer | Martin Fischer | Martin Fischer | 6             | 6             |   |   |                |                |             |             |             |             |             |  |
|  | 27             | Martin Fischer | Martin Fischer | Martin Fischer | Martin Fischer | 6           | 6           |  |  |                |                |                |                |                |               |               |   |   |                |                |             |             |             |             |             |  |

### Sezione 9
|  | Primo turno           | Primo turno             | Primo turno             | Primo turno             | Primo turno             | Primo turno | Primo turno |  |  | Secondo turno           | Secondo turno           | Secondo turno           | Secondo turno           | Secondo turno         | Secondo turno | Secondo turno |     |   | Terzo turno    | Terzo turno    | Terzo turno    | Terzo turno | Terzo turno | Terzo turno | Terzo turno |  |
|  |                       |                         |                         |                         |                         |             |             |  |  |                         |                         |                         |                         |                       |               |               |     |   |                |                |                |             |             |             |             |  |
|  | 9                     | Flavio Cipolla          | Flavio Cipolla          | Flavio Cipolla          | Flavio Cipolla          | 6           | 6           |  |  |                         |                         |                         |                         |                       |               |               |     |   |                |                |                |             |             |             |             |  |
|  |                       | James Lemke             | James Lemke             | James Lemke             | James Lemke             | 4           | 3           |  |  | Flavio Cipolla          | Flavio Cipolla          | Flavio Cipolla          | Flavio Cipolla          | 2                     | 6             | 6             |     |   |                |                |                |             |             |             |             |  |
|  | PR                    | Benedikt Dorsch         | Benedikt Dorsch         | Benedikt Dorsch         | Benedikt Dorsch         | 3           | 5           |  |  | Daniel Muñoz de la Nava | Daniel Muñoz de la Nava | Daniel Muñoz de la Nava | Daniel Muñoz de la Nava | 6                     | 3             | 4             |     |   |                |                |                |             |             |             |             |  |
|  |                       | Daniel Muñoz de la Nava | Daniel Muñoz de la Nava | Daniel Muñoz de la Nava | Daniel Muñoz de la Nava | 6           | 7           |  |  |                         |                         |                         |                         |                       |               |               |     |   | Flavio Cipolla | Flavio Cipolla | Flavio Cipolla | 2           | 6           | 712         | 7           |  |
|  | Roberto Bautista Agut | Roberto Bautista Agut   | Roberto Bautista Agut   | Roberto Bautista Agut   | Roberto Bautista Agut   | 6           | 4           |  |  |                         |                         | Roberto Bautista Agut   | Roberto Bautista Agut   | Roberto Bautista Agut | 6             | 2             | 610 | 5 |                |                |                |             |             |             |             |  |
|  | Dušan Lojda           | Dušan Lojda             | Dušan Lojda             | Dušan Lojda             | Dušan Lojda             | 0           | 2r          |  |  | Roberto Bautista Agut   | Roberto Bautista Agut   | Roberto Bautista Agut   | Roberto Bautista Agut   | Roberto Bautista Agut | 6             | 6             |     |   |                |                |                |             |             |             |             |  |
|  | WC                    | Liam Broady             | Liam Broady             | Liam Broady             | 6                       | 1           | 12          |  |  | Liam Broady             | Liam Broady             | Liam Broady             | Liam Broady             | Liam Broady           | 1             | 2             |     |   |                |                |                |             |             |             |             |  |
|  | 31                    | Alessio Di Mauro        | Alessio Di Mauro        | Alessio Di Mauro        | 3                       | 6           | 10          |  |  |                         |                         |                         |                         |                       |               |               |     |   |                |                |                |             |             |             |             |  |

### Sezione 10
|  | Primo turno       | Primo turno        | Primo turno        | Primo turno        | Primo turno       | Primo turno | Primo turno |  |  | Secondo turno     | Secondo turno     | Secondo turno     | Secondo turno     | Secondo turno     | Secondo turno  | Secondo turno |   |   | Terzo turno    | Terzo turno    | Terzo turno    | Terzo turno    | Terzo turno | Terzo turno | Terzo turno |  |
|  |                   |                    |                    |                    |                   |             |             |  |  |                   |                   |                   |                   |                   |                |               |   |   |                |                |                |                |             |             |             |  |
|  | 10                | Stéphane Robert    | Stéphane Robert    | Stéphane Robert    | Stéphane Robert   | 2           | 4           |  |  |                   |                   |                   |                   |                   |                |               |   |   |                |                |                |                |             |             |             |  |
|  |                   | Frank Dancevic     | Frank Dancevic     | Frank Dancevic     | Frank Dancevic    | 6           | 6           |  |  | Frank Dancevic    | Frank Dancevic    | Frank Dancevic    | Frank Dancevic    | Frank Dancevic    | 6              | 6             |   |   |                |                |                |                |             |             |             |  |
|  | Carsten Ball      | Carsten Ball       | Carsten Ball       | Carsten Ball       | 4                 | 6           | 4           |  |  | Danai Udomchoke   | Danai Udomchoke   | Danai Udomchoke   | Danai Udomchoke   | Danai Udomchoke   | 1              | 4             |   |   |                |                |                |                |             |             |             |  |
|  | Danai Udomchoke   | Danai Udomchoke    | Danai Udomchoke    | Danai Udomchoke    | 6                 | 3           | 6           |  |  |                   |                   |                   |                   |                   |                |               |   |   | Frank Dancevic | Frank Dancevic | Frank Dancevic | Frank Dancevic | 6           | 6           | 6           |  |
|  | Andrés Molteni    | Andrés Molteni     | Andrés Molteni     | Andrés Molteni     | Andrés Molteni    | 4           | 1           |  |  |                   |                   | Marco Crugnola    | Marco Crugnola    | Marco Crugnola    | Marco Crugnola | 2             | 2 | 3 |                |                |                |                |             |             |             |  |
|  | Grégoire Burquier | Grégoire Burquier  | Grégoire Burquier  | Grégoire Burquier  | Grégoire Burquier | 6           | 6           |  |  | Grégoire Burquier | Grégoire Burquier | Grégoire Burquier | Grégoire Burquier | Grégoire Burquier | 3              | 3             |   |   |                |                |                |                |             |             |             |  |
|  |                   | Marco Crugnola     | Marco Crugnola     | Marco Crugnola     | 2                 | 7           | 6           |  |  | Marco Crugnola    | Marco Crugnola    | Marco Crugnola    | Marco Crugnola    | Marco Crugnola    | 6              | 6             |   |   |                |                |                |                |             |             |             |  |
|  | 18                | Izak van der Merwe | Izak van der Merwe | Izak van der Merwe | 6                 | 6(1)        | 3           |  |  |                   |                   |                   |                   |                   |                |               |   |   |                |                |                |                |             |             |             |  |

### Sezione 11
|  | Primo turno     | Primo turno     | Primo turno     | Primo turno     | Primo turno     | Primo turno | Primo turno |  |  | Secondo turno   | Secondo turno   | Secondo turno   | Secondo turno   | Secondo turno   | Secondo turno | Secondo turno |    |   | Terzo turno  | Terzo turno  | Terzo turno  | Terzo turno  | Terzo turno | Terzo turno | Terzo turno |  |
|  |                 |                 |                 |                 |                 |             |             |  |  |                 |                 |                 |                 |                 |               |               |    |   |              |              |              |              |             |             |             |  |
|  | 11              | Paolo Lorenzi   | Paolo Lorenzi   | Paolo Lorenzi   | 5               | 6           | 2           |  |  |                 |                 |                 |                 |                 |               |               |    |   |              |              |              |              |             |             |             |  |
|  |                 | Greg Jones      | Greg Jones      | Greg Jones      | 7               | 4           | 6           |  |  | Greg Jones      | Greg Jones      | Greg Jones      | Greg Jones      | 6               | 5             | 2             |    |   |              |              |              |              |             |             |             |  |
|  | Josselin Ouanna | Josselin Ouanna | Josselin Ouanna | Josselin Ouanna | 3               | 6           | 6           |  |  | Conor Niland    | Conor Niland    | Conor Niland    | Conor Niland    | 4               | 7             | 6             |    |   |              |              |              |              |             |             |             |  |
|  | Conor Niland    | Conor Niland    | Conor Niland    | Conor Niland    | 6               | 4           | 8           |  |  |                 |                 |                 |                 |                 |               |               |    |   | Conor Niland | Conor Niland | Conor Niland | Conor Niland | 6           | 7           | 6           |  |
|  | Nikola Mektić   | Nikola Mektić   | Nikola Mektić   | Nikola Mektić   | Nikola Mektić   | 6           | 6           |  |  |                 |                 | Nikola Mektić   | Nikola Mektić   | Nikola Mektić   | Nikola Mektić | 3             | 65 | 4 |              |              |              |              |             |             |             |  |
|  | Dominik Meffert | Dominik Meffert | Dominik Meffert | Dominik Meffert | Dominik Meffert | 2           | 2           |  |  | Nikola Mektić   | Nikola Mektić   | Nikola Mektić   | Nikola Mektić   | Nikola Mektić   | 6             | 7             |    |   |              |              |              |              |             |             |             |  |
|  |                 | Andrej Kuznecov | Andrej Kuznecov | Andrej Kuznecov | Andrej Kuznecov | 7           | 6           |  |  | Andrej Kuznecov | Andrej Kuznecov | Andrej Kuznecov | Andrej Kuznecov | Andrej Kuznecov | 1             | 65            |    |   |              |              |              |              |             |             |             |  |
|  | 22              | Stéphane Bohli  | Stéphane Bohli  | Stéphane Bohli  | Stéphane Bohli  | 64          | 4           |  |  |                 |                 |                 |                 |                 |               |               |    |   |              |              |              |              |             |             |             |  |

### Sezione 12
|  | Primo turno    | Primo turno            | Primo turno            | Primo turno            | Primo turno            | Primo turno | Primo turno |  |  | Secondo turno          | Secondo turno          | Secondo turno          | Secondo turno          | Secondo turno          | Secondo turno | Secondo turno |   |   | Terzo turno  | Terzo turno  | Terzo turno  | Terzo turno | Terzo turno | Terzo turno | Terzo turno |  |
|  |                |                        |                        |                        |                        |             |             |  |  |                        |                        |                        |                        |                        |               |               |   |   |              |              |              |             |             |             |             |  |
|  | 12             | Marc Gicquel           | Marc Gicquel           | Marc Gicquel           | Marc Gicquel           | 6           | 6           |  |  |                        |                        |                        |                        |                        |               |               |   |   |              |              |              |             |             |             |             |  |
|  | PR             | Zack Fleishman         | Zack Fleishman         | Zack Fleishman         | Zack Fleishman         | 4           | 2           |  |  | Marc Gicquel           | Marc Gicquel           | Marc Gicquel           | Marc Gicquel           | Marc Gicquel           | 6             | 6             |   |   |              |              |              |             |             |             |             |  |
|  |                | Bastian Knittel        | Bastian Knittel        | Bastian Knittel        | Bastian Knittel        | 711         | 6           |  |  | Bastian Knittel        | Bastian Knittel        | Bastian Knittel        | Bastian Knittel        | Bastian Knittel        | 4             | 4             |   |   |              |              |              |             |             |             |             |  |
|  | WC             | Alex Bogdanović        | Alex Bogdanović        | Alex Bogdanović        | Alex Bogdanović        | 69          | 3           |  |  |                        |                        |                        |                        |                        |               |               |   |   | Marc Gicquel | Marc Gicquel | Marc Gicquel | 4           | 6           | 63          | 2           |  |
|  | Vasek Pospisil | Vasek Pospisil         | Vasek Pospisil         | Vasek Pospisil         | 4                      | 6           | 6           |  |  |                        |                        | Édouard Roger-Vasselin | Édouard Roger-Vasselin | Édouard Roger-Vasselin | 6             | 4             | 7 | 6 |              |              |              |             |             |             |             |  |
|  | Jorge Aguilar  | Jorge Aguilar          | Jorge Aguilar          | Jorge Aguilar          | 6                      | 3           | 2           |  |  | Vasek Pospisil         | Vasek Pospisil         | Vasek Pospisil         | Vasek Pospisil         | Vasek Pospisil         | 4             | 5             |   |   |              |              |              |             |             |             |             |  |
|  |                | Antonio Veić           | Antonio Veić           | Antonio Veić           | Antonio Veić           | 3           | 1           |  |  | Édouard Roger-Vasselin | Édouard Roger-Vasselin | Édouard Roger-Vasselin | Édouard Roger-Vasselin | Édouard Roger-Vasselin | 6             | 7             |   |   |              |              |              |             |             |             |             |  |
|  | 29             | Édouard Roger-Vasselin | Édouard Roger-Vasselin | Édouard Roger-Vasselin | Édouard Roger-Vasselin | 6           | 6           |  |  |                        |                        |                        |                        |                        |               |               |   |   |              |              |              |             |             |             |             |  |

### Sezione 13
|  | Primo turno       | Primo turno       | Primo turno       | Primo turno       | Primo turno       | Primo turno | Primo turno |  |  | Secondo turno     | Secondo turno     | Secondo turno     | Secondo turno     | Secondo turno     | Secondo turno | Secondo turno |    |   | Terzo turno    | Terzo turno    | Terzo turno | Terzo turno | Terzo turno | Terzo turno | Terzo turno |  |
|  |                   |                   |                   |                   |                   |             |             |  |  |                   |                   |                   |                   |                   |               |               |    |   |                |                |             |             |             |             |             |  |
|  | 13                | Simone Bolelli    | Simone Bolelli    | Simone Bolelli    | Simone Bolelli    | 7           | 6           |  |  |                   |                   |                   |                   |                   |               |               |    |   |                |                |             |             |             |             |             |  |
|  |                   | Amir Weintraub    | Amir Weintraub    | Amir Weintraub    | Amir Weintraub    | 64          | 3           |  |  | Simone Bolelli    | Simone Bolelli    | Simone Bolelli    | Simone Bolelli    | Simone Bolelli    | 6             | 6             |    |   |                |                |             |             |             |             |             |  |
|  | Vincent Millot    | Vincent Millot    | Vincent Millot    | Vincent Millot    | 3                 | 6           | 2           |  |  | Simon Stadler     | Simon Stadler     | Simon Stadler     | Simon Stadler     | Simon Stadler     | 3             | 1             |    |   |                |                |             |             |             |             |             |  |
|  | Simon Stadler     | Simon Stadler     | Simon Stadler     | Simon Stadler     | 6                 | 2           | 6           |  |  |                   |                   |                   |                   |                   |               |               |    |   | Simone Bolelli | Simone Bolelli | 6           | 65          | 7           | 67          | 2           |  |
|  | Kenny de Schepper | Kenny de Schepper | Kenny de Schepper | Kenny de Schepper | Kenny de Schepper | 6           | 6           |  |  |                   |                   | Kenny de Schepper | Kenny de Schepper | 3                 | 7             | 62            | 79 | 6 |                |                |             |             |             |             |             |  |
|  | Ádám Kellner      | Ádám Kellner      | Ádám Kellner      | Ádám Kellner      | Ádám Kellner      | 3           | 4           |  |  | Kenny de Schepper | Kenny de Schepper | Kenny de Schepper | Kenny de Schepper | Kenny de Schepper | 7             | 7             |    |   |                |                |             |             |             |             |             |  |
|  |                   | Matthew Ebden     | Matthew Ebden     | Matthew Ebden     | 4                 | 7           | 6           |  |  | Matthew Ebden     | Matthew Ebden     | Matthew Ebden     | Matthew Ebden     | Matthew Ebden     | 65            | 64            |    |   |                |                |             |             |             |             |             |  |
|  | 23                | Simon Greul       | Simon Greul       | Simon Greul       | 6                 | 64          | 4           |  |  |                   |                   |                   |                   |                   |               |               |    |   |                |                |             |             |             |             |             |  |

### Sezione 14
|  | Primo turno         | Primo turno          | Primo turno          | Primo turno          | Primo turno          | Primo turno | Primo turno |  |  | Secondo turno        | Secondo turno        | Secondo turno        | Secondo turno        | Secondo turno    | Secondo turno | Secondo turno |   |   | Terzo turno   | Terzo turno   | Terzo turno | Terzo turno | Terzo turno | Terzo turno | Terzo turno |  |
|  |                     |                      |                      |                      |                      |             |             |  |  |                      |                      |                      |                      |                  |               |               |   |   |               |               |             |             |             |             |             |  |
|  | 14                  | Ryan Harrison        | Ryan Harrison        | Ryan Harrison        | 64                   | 7           | 6           |  |  |                      |                      |                      |                      |                  |               |               |   |   |               |               |             |             |             |             |             |  |
|  | WC                  | Alexander Ward       | Alexander Ward       | Alexander Ward       | 7                    | 64          | 3           |  |  | Ryan Harrison        | Ryan Harrison        | Ryan Harrison        | Ryan Harrison        | Ryan Harrison    | 6             | 6             |   |   |               |               |             |             |             |             |             |  |
|  | João Sousa          | João Sousa           | João Sousa           | João Sousa           | 63                   | 6           | 2           |  |  | Laurent Rochette     | Laurent Rochette     | Laurent Rochette     | Laurent Rochette     | Laurent Rochette | 3             | 3             |   |   |               |               |             |             |             |             |             |  |
|  | Laurent Rochette    | Laurent Rochette     | Laurent Rochette     | Laurent Rochette     | 7                    | 2           | 6           |  |  |                      |                      |                      |                      |                  |               |               |   |   | Ryan Harrison | Ryan Harrison | 3           | 5           | 6           | 6           | 5           |  |
|  | Cedrik-Marcel Stebe | Cedrik-Marcel Stebe  | Cedrik-Marcel Stebe  | Cedrik-Marcel Stebe  | Cedrik-Marcel Stebe  | 6           | 6           |  |  |                      |                      | Cedrik-Marcel Stebe  | Cedrik-Marcel Stebe  | 6                | 7             | 1             | 4 | 7 |               |               |             |             |             |             |             |  |
|  | Matteo Viola        | Matteo Viola         | Matteo Viola         | Matteo Viola         | Matteo Viola         | 4           | 4           |  |  | Cedrik-Marcel Stebe  | Cedrik-Marcel Stebe  | Cedrik-Marcel Stebe  | Cedrik-Marcel Stebe  | 5                | 6             | 6             |   |   |               |               |             |             |             |             |             |  |
|  |                     | Björn Phau           | Björn Phau           | Björn Phau           | Björn Phau           | 4           | 4           |  |  | Aleksandr Kudrjavcev | Aleksandr Kudrjavcev | Aleksandr Kudrjavcev | Aleksandr Kudrjavcev | 7                | 4             | 2             |   |   |               |               |             |             |             |             |             |  |
|  | 28                  | Aleksandr Kudrjavcev | Aleksandr Kudrjavcev | Aleksandr Kudrjavcev | Aleksandr Kudrjavcev | 6           | 6           |  |  |                      |                      |                      |                      |                  |               |               |   |   |               |               |             |             |             |             |             |  |

### Sezione 15
|  | Primo turno      | Primo turno      | Primo turno      | Primo turno      | Primo turno     | Primo turno | Primo turno |  |  | Secondo turno   | Secondo turno   | Secondo turno   | Secondo turno   | Secondo turno   | Secondo turno   | Secondo turno |   |   | Terzo turno     | Terzo turno     | Terzo turno     | Terzo turno     | Terzo turno | Terzo turno | Terzo turno |  |
|  |                  |                  |                  |                  |                 |             |             |  |  |                 |                 |                 |                 |                 |                 |               |   |   |                 |                 |                 |                 |             |             |             |  |
|  | 15               | Ivo Minář        | Ivo Minář        | Ivo Minář        | 67              | 6           | 6           |  |  |                 |                 |                 |                 |                 |                 |               |   |   |                 |                 |                 |                 |             |             |             |  |
|  |                  | Leonardo Mayer   | Leonardo Mayer   | Leonardo Mayer   | 79              | 4           | 1           |  |  | Ivo Minář       | Ivo Minář       | Ivo Minář       | Ivo Minář       | 5               | 7               | 4             |   |   |                 |                 |                 |                 |             |             |             |  |
|  | Guillermo Olaso  | Guillermo Olaso  | Guillermo Olaso  | Guillermo Olaso  | 6               | 4           | 6           |  |  | Guillermo Olaso | Guillermo Olaso | Guillermo Olaso | Guillermo Olaso | 7               | 5               | 6             |   |   |                 |                 |                 |                 |             |             |             |  |
|  | Olivier Patience | Olivier Patience | Olivier Patience | Olivier Patience | 2               | 6           | 4           |  |  |                 |                 |                 |                 |                 |                 |               |   |   | Guillermo Olaso | Guillermo Olaso | Guillermo Olaso | Guillermo Olaso | 64          | 3           | 2           |  |
|  | Jesse Witten     | Jesse Witten     | Jesse Witten     | Jesse Witten     | Jesse Witten    | 3           | 4           |  |  |                 |                 | Ruben Bemelmans | Ruben Bemelmans | Ruben Bemelmans | Ruben Bemelmans | 7             | 6 | 6 |                 |                 |                 |                 |             |             |             |  |
|  | Ruben Bemelmans  | Ruben Bemelmans  | Ruben Bemelmans  | Ruben Bemelmans  | Ruben Bemelmans | 6           | 6           |  |  | Ruben Bemelmans | Ruben Bemelmans | Ruben Bemelmans | Ruben Bemelmans | 3               | 6               | 16            |   |   |                 |                 |                 |                 |             |             |             |  |
|  |                  | Yūichi Sugita    | Yūichi Sugita    | Yūichi Sugita    | 3               | 6           | 10          |  |  | Yūichi Sugita   | Yūichi Sugita   | Yūichi Sugita   | Yūichi Sugita   | 6               | 4               | 14            |   |   |                 |                 |                 |                 |             |             |             |  |
|  | 19               | Daniel Brands    | Daniel Brands    | Daniel Brands    | 6               | 3           | 8           |  |  |                 |                 |                 |                 |                 |                 |               |   |   |                 |                 |                 |                 |             |             |             |  |

### Sezione 16
|  | Primo turno     | Primo turno       | Primo turno       | Primo turno       | Primo turno       | Primo turno | Primo turno |  |  | Secondo turno    | Secondo turno    | Secondo turno    | Secondo turno    | Secondo turno    | Secondo turno | Secondo turno |   |   | Terzo turno | Terzo turno | Terzo turno | Terzo turno | Terzo turno | Terzo turno | Terzo turno |  |
|  |                 |                   |                   |                   |                   |             |             |  |  |                  |                  |                  |                  |                  |               |               |   |   |             |             |             |             |             |             |             |  |
|  | 16              | Gō Soeda          | Gō Soeda          | Gō Soeda          | Gō Soeda          | 6           | 6           |  |  |                  |                  |                  |                  |                  |               |               |   |   |             |             |             |             |             |             |             |  |
|  |                 | Lester Cook       | Lester Cook       | Lester Cook       | Lester Cook       | 4           | 4           |  |  | Gō Soeda         | Gō Soeda         | Gō Soeda         | Gō Soeda         | Gō Soeda         | 6             | 6             |   |   |             |             |             |             |             |             |             |  |
|  | WC              | Márton Fucsovics  | Márton Fucsovics  | Márton Fucsovics  | Márton Fucsovics  | 7           | 6           |  |  | Márton Fucsovics | Márton Fucsovics | Márton Fucsovics | Márton Fucsovics | Márton Fucsovics | 4             | 3             |   |   |             |             |             |             |             |             |             |  |
|  |                 | Jonathan Eysseric | Jonathan Eysseric | Jonathan Eysseric | Jonathan Eysseric | 64          | 1           |  |  |                  |                  |                  |                  |                  |               |               |   |   | Gō Soeda    | Gō Soeda    | Gō Soeda    | 4           | 6           | 2           | 4           |  |
|  | John Millman    | John Millman      | John Millman      | John Millman      | 6                 | 3           | 5           |  |  |                  |                  | Lukáš Lacko      | Lukáš Lacko      | Lukáš Lacko      | 6             | 4             | 6 | 6 |             |             |             |             |             |             |             |  |
|  | Fritz Wolmarans | Fritz Wolmarans   | Fritz Wolmarans   | Fritz Wolmarans   | 2                 | 6           | 7           |  |  | Fritz Wolmarans  | Fritz Wolmarans  | Fritz Wolmarans  | Fritz Wolmarans  | 2                | 7             | 8             |   |   |             |             |             |             |             |             |             |  |
|  |                 | Guillermo Alcaide | Guillermo Alcaide | Guillermo Alcaide | Guillermo Alcaide | 2           | 5           |  |  | Lukáš Lacko      | Lukáš Lacko      | Lukáš Lacko      | Lukáš Lacko      | 6                | 65            | 10            |   |   |             |             |             |             |             |             |             |  |
|  | 20              | Lukáš Lacko       | Lukáš Lacko       | Lukáš Lacko       | Lukáš Lacko       | 6           | 7           |  |  |                  |                  |                  |                  |                  |               |               |   |   |             |             |             |             |             |             |             |  |